# Catford

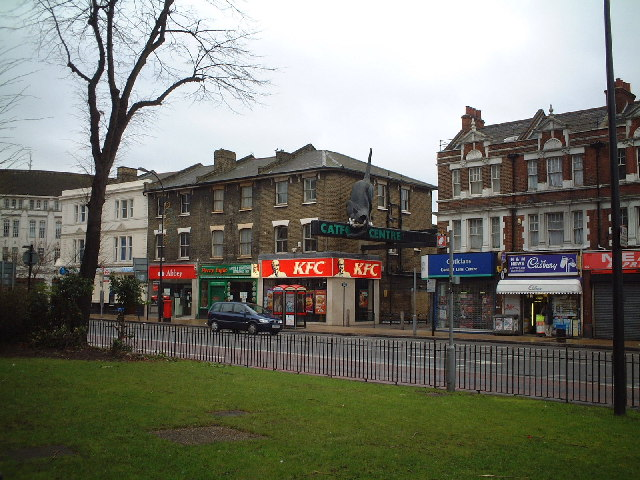
Catford; si noti il Catford Cat sullo sfondo.

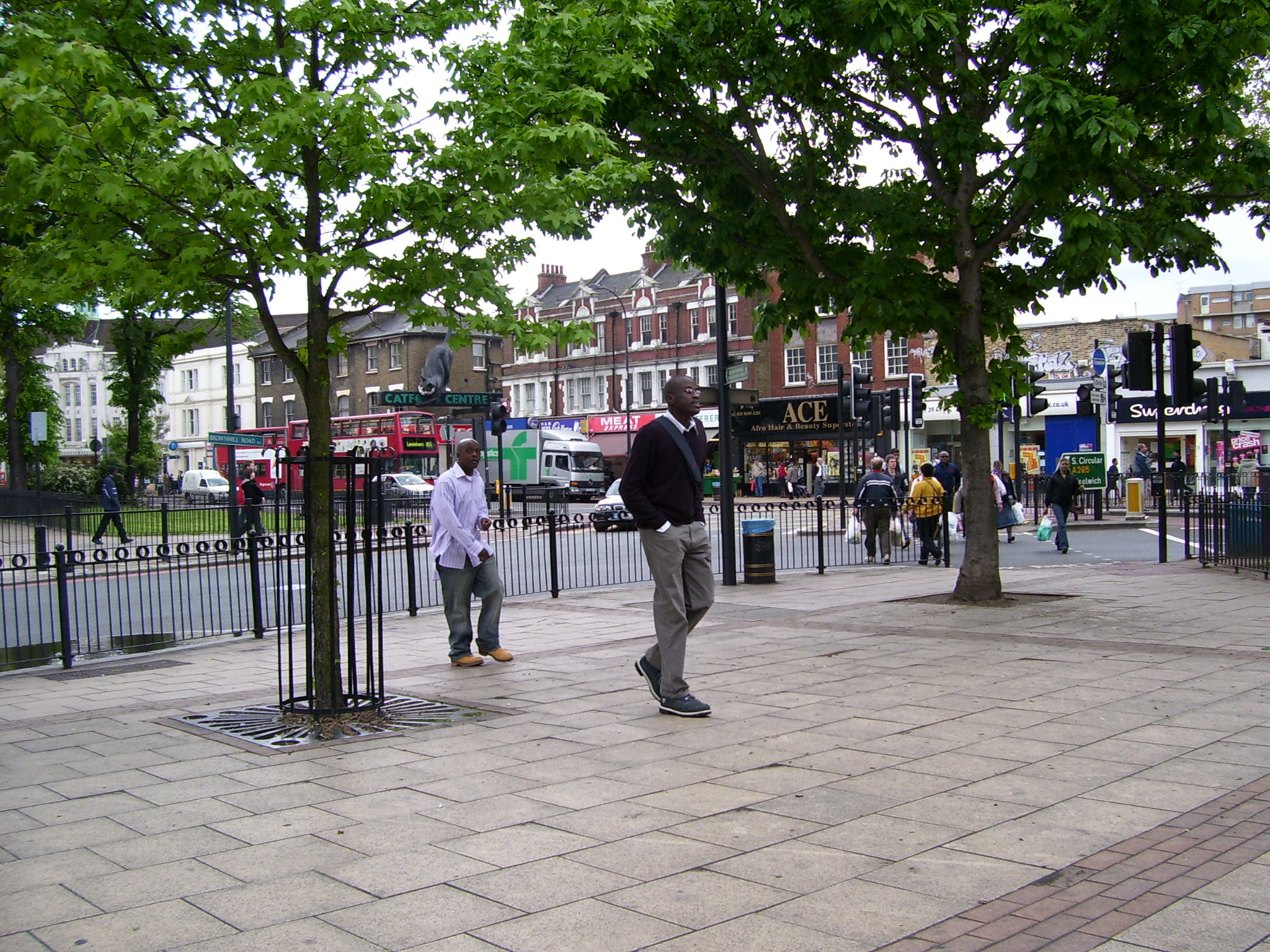
Il centro di Catford.

Catford è un'area del London Borough of Lewisham, a Londra.

## Architettura
L'architettura di Catford conobbe un forte impatto tra il 1960 e il 1970. Molti edifici vecchi vennero sostituiti con altri nuovi: ad esempio nel 1968 il vecchio municipio del 1875 fu sostituito con l'attuale Civic Suite.
Nuove strutture furono la Laurence House (che ha sostituito la Catford Cathedral) e la Eros House (che ha sostituito l'Ippodromo di Lewisham).

## Trasporti
Catford è ben connessa con il resto di Londra, grazie alle due stazioni comprese nel territorio e ai numerosi bus che ci passano.

### Stazioni ferroviarie
Le stazioni ferroviarie più vicine sono Catford railway station, Catford Bridge railway station, Ladywell railway station e la Hither Green railway station.

### Bus
Per Catford passano i bus numero 47, 54, 75, 124, 136, 160, 171, 181, 185, 199, 202, 208, 284, 320, 336, N136, N47 e N171.

## Il Catford Cat
A Catford è presente il cosiddetto Catford Cat, una grande scultura in vetroresina posta sopra l'entrata del Catford Centre.